# کورونتسو
کورونتسو (به مجاری:  Koroncó) یک شهرداری در مجارستان است که در ناحیه دیور واقع شده‌است. کورونتسو ۲۶٫۹۱ کیلومتر مربع مساحت و ۱٬۹۱۵ نفر جمعیت دارد.